# Communauté de communes du Pays de Boussac
Die Communauté de communes du Pays de Boussac ist ein ehemaliger französischer Gemeindeverband mit der Rechtsform einer Communauté de communes im Département Creuse in der Region Nouvelle-Aquitaine. Sie wurde am 28. Dezember 1992 gegründet und umfasste 15 Gemeinden. Der Verwaltungssitz befand sich im Ort Boussac.

## Historische Entwicklung
Mit Wirkung vom 1. Januar 2017 fusionierte der Gemeindeverband mit 
- Communauté de communes du Carrefour des Quatre Provinces sowie
- Communauté de communes d’Évaux-les-Bains Chambon-sur-Voueize

und bildete so die Nachfolgeorganisation Communauté de communes Pays de Boussac, Carrefour des Quatre Provinces, Évaux-les-Bains/Chambon-sur-Voueize.

## Ehemalige Mitgliedsgemeinden
1. Bétête
2. Bord-Saint-Georges
3. Boussac
4. Boussac-Bourg
5. Bussière-Saint-Georges
6. Clugnat
7. Lavaufranche
8. Leyrat
9. Malleret-Boussac
10. Nouzerines
11. Saint-Marien
12. Saint-Pierre-le-Bost
13. Saint-Silvain-Bas-le-Roc
14. Soumans
15. Toulx-Sainte-Croix